# Comuna Ciumani, Harghita
Ciumani (în maghiară: Gyergyócsomafalva) este o comună în județul Harghita, Transilvania, România, formată numai din satul de reședință cu același nume.

## Demografie
Componența etnică a comunei Ciumani
     Maghiari (95,67%)
     Alte etnii (0,95%)
     Necunoscută (3,38%)
Componența confesională a comunei Ciumani
     Romano-catolici (93,87%)
     Reformați (1,67%)
     Alte religii (0,82%)
     Necunoscută (3,63%)
Conform recensământului efectuat în 2021, populația comunei Ciumani se ridică la 3.881 de locuitori, în scădere față de recensământul anterior din 2011, când fuseseră înregistrați 4.328 de locuitori. Majoritatea locuitorilor sunt maghiari (95,67%), iar pentru 3,38% nu se cunoaște apartenența etnică. Din punct de vedere confesional, majoritatea locuitorilor sunt romano-catolici (93,87%), cu o minoritate de reformați (1,67%), iar pentru 3,63% nu se cunoaște apartenența confesională.

## Politică și administrație
Comuna Ciumani este administrată de un primar și un consiliu local compus din 13 consilieri. Primarul, László-Szilárd Márton[*], de la Uniunea Democrată Maghiară din România, este în funcție din 2008. Începând cu alegerile locale din 2024, consiliul local are următoarea componență pe partide politice:
|  | Partid                                 | Consilieri | Componența Consiliului | Componența Consiliului | Componența Consiliului | Componența Consiliului | Componența Consiliului | Componența Consiliului | Componența Consiliului | Componența Consiliului |
|  | -------------------------------------- | ---------- | ---------------------- | ---------------------- | ---------------------- | ---------------------- | ---------------------- | ---------------------- | ---------------------- | ---------------------- |
|  | Uniunea Democrată Maghiară din România | 8          |                        |                        |                        |                        |                        |                        |                        |                        |
|  | Alianța Maghiară din Transilvania      | 5          |                        |                        |                        |                        |                        |                        |                        |                        |